# 요리이정
요리이정(일본어: 寄居町 요리이마치[*])은 일본 사이타마현 북서부에 위치해 있는 오사토군의 정이다. 또한 요리이정은 오사토군의 유일한 자치체이다.

## 지리
요리이정은 사이타마현의 북서부, 도쿄 도심에서 70km권에 위치하고 있다. 아라카와강의 중류, 나가토로정의 바로 하류에 위치하고 좌안에 시가지가 발달해 있다. 옛 지치부 가도에 있어 여인숙마을로 번창했다. 또 거리 주변으로 일찍이 하치가타성이 있어 그 성시이기도 했다.
아라카와강은 지치부 산지를 출발해 요리이에서 간토 평야로 흘러든다. 요리이는 산보다는 소토치치부와 조부 산지에 끼어 있는 계곡이다. 이 때문에 예부터 지리적 이점을 살린 요새였다. 현재에도 국도 140호선, 국도 254호선 및 JR 하치코선, 도부 도조선, 지치부 철도가 만나는 교통의 요충지이다.

## 역사
고대부터 근세에 걸쳐 요리이정 지역은 무사시국 한자와군, 오부스마군에 속하고 일부 지역은 지치부군에 속하고 있었다.
- 1889년 4월 1일 - 정촌제 시행으로 요리정, 후지타촌, 스에노촌이 합병해 한자와군 요리이정이 되었다.
- 1896년 3월 29일 - 한자와군이 폐지되어 오사토군이 되었다.
- 1943년 9월 8일 - 사쿠라자와촌 및 지치부군 시라토리촌의 일부를 편입하였다.
- 1955년 2월 11일 - 요리이정, 오리하라촌, 하치가타촌, 오부스마촌, 요도촌이 합병해 요리정이 되었다.

## 인구
| 연도 | 인구   | ±%     |
| ---- | ------ | ------ |
| 1950 | 26,857 | —      |
| 1960 | 25,478 | −5.1%  |
| 1970 | 25,137 | −1.3%  |
| 1980 | 28,469 | +13.3% |
| 1990 | 33,659 | +18.2% |
| 2000 | 37,724 | +12.1% |
| 2010 | 35,776 | −5.2%  |

## 기후
| 요리이정의 기후                                              | 요리이정의 기후 | 요리이정의 기후 | 요리이정의 기후 | 요리이정의 기후 | 요리이정의 기후 | 요리이정의 기후 | 요리이정의 기후 | 요리이정의 기후 | 요리이정의 기후 | 요리이정의 기후 | 요리이정의 기후 | 요리이정의 기후 | 요리이정의 기후 |
| 월                                                           | 1월             | 2월             | 3월             | 4월             | 5월             | 6월             | 7월             | 8월             | 9월             | 10월            | 11월            | 12월            | 연간            |
| ------------------------------------------------------------ | --------------- | --------------- | --------------- | --------------- | --------------- | --------------- | --------------- | --------------- | --------------- | --------------- | --------------- | --------------- | --------------- |
| 역대 최고 기온 °C (°F)                                       | 19.9 (67.8)     | 24.0 (75.2)     | 27.1 (80.8)     | 32.3 (90.1)     | 35.6 (96.1)     | 39.2 (102.6)    | 39.9 (103.8)    | 39.5 (103.1)    | 38.4 (101.1)    | 33.0 (91.4)     | 25.8 (78.4)     | 25.6 (78.1)     | 39.9 (103.8)    |
| 일평균 최고 기온 °C (°F)                                     | 9.3 (48.7)      | 10.1 (50.2)     | 13.6 (56.5)     | 19.4 (66.9)     | 24.1 (75.4)     | 26.5 (79.7)     | 30.3 (86.5)     | 31.7 (89.1)     | 27.2 (81.0)     | 21.6 (70.9)     | 16.4 (61.5)     | 11.7 (53.1)     | 20.2 (68.3)     |
| 일일 평균 기온 °C (°F)                                       | 3.1 (37.6)      | 4.0 (39.2)      | 7.4 (45.3)      | 12.8 (55.0)     | 17.7 (63.9)     | 21.2 (70.2)     | 25.0 (77.0)     | 26.0 (78.8)     | 22.1 (71.8)     | 16.3 (61.3)     | 10.4 (50.7)     | 5.3 (41.5)      | 14.3 (57.7)     |
| 일평균 최저 기온 °C (°F)                                     | −2.2 (28.0)     | −1.4 (29.5)     | 1.8 (35.2)      | 6.9 (44.4)      | 12.3 (54.1)     | 17.0 (62.6)     | 21.2 (70.2)     | 22.1 (71.8)     | 18.4 (65.1)     | 12.3 (54.1)     | 5.6 (42.1)      | 0.1 (32.2)      | 9.5 (49.1)      |
| 역대 최저 기온 °C (°F)                                       | −9.2 (15.4)     | −8.2 (17.2)     | −6.1 (21.0)     | −3.1 (26.4)     | 2.2 (36.0)      | 7.1 (44.8)      | 14.3 (57.7)     | 14.5 (58.1)     | 7.7 (45.9)      | 2.5 (36.5)      | −3.3 (26.1)     | −8.2 (17.2)     | −9.2 (15.4)     |
| 평균 강수량 mm (인치)                                        | 36.1 (1.42)     | 28.9 (1.14)     | 61.2 (2.41)     | 84.9 (3.34)     | 110.2 (4.34)    | 160.1 (6.30)    | 179.4 (7.06)    | 174.3 (6.86)    | 210.3 (8.28)    | 185.7 (7.31)    | 45.0 (1.77)     | 28.3 (1.11)     | 1,304.4 (51.35) |
| 평균 강수일수 (≥ 1.0 mm)                                     | 3.5             | 3.9             | 7.7             | 8.2             | 9.6             | 12.7            | 13.0            | 10.1            | 11.7            | 9.2             | 5.1             | 3.5             | 98.2            |
| 평균 월간 일조시간                                           | 210.0           | 194.2           | 201.9           | 190.6           | 181.5           | 129.0           | 144.1           | 164.6           | 128.5           | 141.6           | 168.4           | 196.5           | 2,059           |
| 출처: 일본 기상청 (평년값: 1991년~2020년, 극값: 1977년~현재) |                 |                 |                 |                 |                 |                 |                 |                 |                 |                 |                 |                 |                 |

## 교통

### 철도
- 지치부 철도 지치부 본선
- 도부 철도 도조 본선
- 동일본 여객철도 하치코선

### 도로
- 국도 140호선
- 국도 254호선(일본어판)